# Directiva de Protección Temporal
La Directiva de Protección Temporal es una directiva de la Unión Europea(UE)  que proporciona protección temporal e inmediata para las personas desplazadas fuera de las fronteras exteriores de la Unión. En vigor desde 2001, la directiva esta enfocada en las personas desplazadas, ya sea por motivo de guerra, persecución política, religiosa o étnica y las medidas a tomar por parte de los Estados miembros para acoger y asumir las consecuencias de dicha acogida, siendo el esfuerzo de los diferentes Estados realizado de forma equitativa.

## Historia de las políticas de asilo europeas
Esta directiva nace de la necesidad europea de establecer una política común en el ámbito del asilo debido al importante aumento progresivo en los desplazados, siendo las Guerras yugoslavas el detonante que haría que la maquinaria europea empezara a trabajar en pos de la resolución del problema de reparto de refugiados. Gracias a esto, en 1995 y 1996 nacería el germen de la futura Directiva de protección, con una Resolución (el 25 de septiembre de 1995) y una Decisión (el 4 de marzo de 1996). La Resolución del 95 trataría sobre el reparto de las cargas entre los distintos Estados miembros de la Unión en relación con la acogida y estancia, con carácter temporal de las personas desplazadas y la Decisión del 96, sobre un procedimiento de alerta y urgencia para el reparto de cargas en relación con la acogida y la estancia, de nuevo también con carácter temporal.
De estas políticas también se destaca que se plantearán antes del dictamen del Alto Comisionado de las Naciones Unidas para los Refugiados cuando en las regiones que se origina el conflicto no se disponga de la ayuda y protección adecuadas o cuando la región comentada previamente pudiera considerarse propia de la Unión gracias a su proximidad, aunque no perteneciese a ella.
Sería ya el 3 de diciembre de 1998 cuando se empieza a buscar la formulación de unas normas mínimas para la concesión de la protección temporal a refugiados de países terceros, marcando el Consejo de Tampere el 15 y 16 de octubre de 1999 esta cuestión de gran importancia, ya que no solo se busca un normas y medidas vinculadas entre sí en pos de la eficacia, coherencia y solidaridad entre los distintos Estados miembros, sino que también se busca evitar que se generen movimientos de desplazados secundarios a raíz de la falta de resolución.
El 20 de julio del 2001 el Consejo de la Unión Europea realizaría el documento encargado de la Directiva de Protección Temporal, entrando este en vigor el 7 de agosto del mismo año, siendo su validez sin fecha límite.
Solo dos países miembros de la Unión Europea no adoptaron la Directiva de Protección, siendo estos Irlanda y Dinamarca, por lo que no estarán vinculados a las políticas que se apliquen a raíz de esta ni se verán obligados a aplicarla.

## Características de la Directiva de Protección Temporal
La Directiva de Protección Temporal se centra en diversos puntos:
El reparto equitativo de responsabilidades de los Estados de la Unión Europea: este se puede dividir en dos aspectos con importancia descendente, siendo así el primer el aspecto financiero y el segundo en la acogida física de personas desplazadas, primando así el coste económico que dicha protección temporal de desplazados generaría a los Estados antes que los propios desplazados.        
Respeto por las organizaciones supranacionales: pese a las acciones y decisiones que tomen los países miembros de la Unión respecto a la Directiva de Protección, estas no deben chocar con los intereses de las naciones con otras o con organismos, como podría ser el Alto Comisionado de las Naciones Unidas para los Refugiados (ACNUR). Esto denota que pese a la búsqueda del buen hacer por parte de la Unión Europea, no quieren que sus políticas con las poblaciones desplazadas supongan un problema que podría escalar en un altercado internacional. Además, el programa ira de la mano con el Alto Comisionado de las Naciones Unidas para los Refugiados, ya que tanto el establecimiento, la aplicación y el cese de dicha directiva se someterá a consultas regulares con el organismo de las Naciones Unidas.
Importancia del tiempo: las directrices de la Unión Europea dejan claro que la duración de la protección que ofrece a los refugiados dentro de este programa será de un año, pudiendo añadir prórrogas de 6 meses durante el máximo de un año, a partir de entonces, bajo un escrutinio profesional se podrá volver a extender 1 año más.
Control exhaustivo: la Comisión encargada de supervisar la Directiva de Protección Temporal deberá encargarse de delimitar bien los grupos que se ven beneficiados por la protección europea, así como cuando esta en vigor. Además, dicha Comisión contará con información que puedan aportar los países sobre sus capacidades a la hora de poder acoger a los refugiados, así como comentarios y apuntes organizaciones internacionales como el ACNUR. También se hace un seguimiento del país o región de origen de los desplazados para determinar el fin de su protección temporal. Con toda esa información reunida ya se podrá informar al Parlamento Europeo de la decisión tomada por el Consejo.
Obligaciones de los Estados: los miembros de la Unión Europea adscritos a este programa deberán facilitar la obtención de visados de los designados dentro de la Protección Temporal, facilidades para que estos comprendan su situación, ofrecerles un empleo o formación académica, un alojamiento digno o los medios para obtenerlo, ayuda social, atención médica y favorecer la reagrupación de familias.
Vuelta al país o región de origen: como bien establece el nombre, la protección que brinda la Unión Europea es temporal, por lo que es importante conseguir que dichos refugiados vuelvan a su país o región de origen, ya sea una vez se haya terminado el periodo de Protección (o bien por haber llegado al tiempo límite o bien por la finalización del conflicto en la zona de origen) o por decisión propia de los beneficiarios de dicha Protección.
Solidaridad: el documento oficial de la Unión Europea especifica el trato solidario que deberían tener los países con los desplazados acogidos dentro de este programa de protección temporal, aunque lo que se indique en el documento puede distar bastante de la opinión de los distintos países respecto a la inmigración (1), aunque esto puede depender bastante del país o región de origen de los desplazados. Por eso mismo el apartado sobre la solidaridad, y en general el programa entero, puede ser bastante controversial.
Derecho de exclusión: los países europeos participantes en el programa tendrán en su poder la decisión de excluir a una programa de la Protección Temporal europea.  La razones para poder aplicar esto pueden variar: o bien porque la persona en cuestión haya cometidos crímenes de guerra, contra la paz o contra la humanidad; o porque haya cometido un grave delito antes de llegar al Estado encargado de su acogida; o porque la persona pueda poner en peligro para la seguridad nacional del país de acogida, siendo esta parte controversial ya que queda bajo disposición del propio Estado el llegar a esta conclusión.
En resumidas cuentas, la Directiva de Protección Temporal es un acto humanitario ejemplar por parte de la Unión Europea, enfocado este en la ayuda de personas que se encuentran, posiblemente, en uno de los momentos más críticos de sus vidas. Sin embargo, no hay que dejar de lado que no solo se realizó esto para poder ayudar a los desplazados, sino también para que su llegada no trastornase a la Unión Europea y sus integrantes, pudiendo así hacer una acción conjunta para solucionar el problema que supone la llegada masiva de refugiados.
Hay que destacar que una cosa es lo que ponga en los documentos oficiales y otra cual es la realidad a la hora de aplicarlos, y es justo en su aplicación donde falla el plan de Protección Temporal europeo, ya que desde su elaboración hasta el 2022, no se había hecho uso de ella. No se ha aplicado en ninguna situación de emergencia de llegada masiva de refugiados o inmigrantes ilegales desde su formación hasta los comienzos de la guerra de Ucrania, denotando así la falta de interés en su aplicación hasta que un país de carácter occidental se ve implicado.
Puede que haya distintas razones detrás de la no aplicación de la Directiva de Protección Temporal para desplazados cuyo origen podría ser África u Oriente Próximo, como podría ser evitar el Efecto llamada, pero lo que parece parece más una ejecución arbitraria guiada por una xenofobia. La alarma xenófoba salto cuando en el contexto de la crisis de Siria de 2015, el grupo de Visegrado (Polonia, Hungría, República Checa y Eslovaquia) se opusieron a ayudar con los desplazados del conflicto sirio que llegaban a los países de Italia y Grecia. Sin embargo, esto resultó en una sentencia por parte del Tribunal Europeo de Justicia, por lo que la insolidaridad o xenofobia europea no esta generalizada, sino que solo son algunos países dentro de la Unión (cabe destacar que estos países que están viviendo un crecimiento de la ultraderecha, llegando esta incluso al poder). 

## El caso ucraniano
Desde la creación de la Directiva en 2001 esta no había sido aplicada antes de la invasión rusa de Ucrania. El número de desplazados por esta guerra llegó a los 1,7 millones en tan solo los 10 primeros días de conflicto —en la guerra de Siria no fue hasta los 3 meses cuando se llegó al millón de desplazados—. No obstante, este número fue superado, llegando a ser 7,2 millones en octubre del mismo año. Incluso el Alto Comisionado de las Naciones Unidas para los Refugiados (ACNUR) ha declarado el nivel 3 de emergencia, siendo este el más alto.
La implementación de la Directiva se inició el 4 de marzo de 2022 cuando el Consejo de Justicia y Asuntos de Interior tomó la decisión ejecutiva de iniciar la protección temporal siguiendo las propuestas de la Comisión creada en especial para ello. Aunque difiere en algunos puntos con la propuesta original, se adhiere a ella en su mayoría.
En gran medida se siguen los requerimientos expuestos en la Directiva, como:
- El inicio claro de la protección: siendo este el 24 de febrero, con el plazo de un año, siendo este prorrogable en dos periodos de 6 meses.[3]
- A quienes ampara: diferendo en este punto la Comisión Von der Leyen con el Consejo, ya que el primero apuesta por velar por todas las personas que huían del conflicto en Ucrania, mientras que el Consejo por personas con la nacionalidad ucraniana, apátridas y personas en protección internacional. Esto se debe a que así amparan a menos gente ya que creen que estos deberían volver a sus países de origen, que en el caso de no poder, serían ya problema de la protección nacional del país y no de la Unión Europea.[3]
- Capacidad de recepción de los Estados miembros: aquí ya aparecen los problemas ya que no se cuenta con esta información, por lo que no se sabe como se actuará a medida que avance el conflicto y aumente el número de refugiados, ya que no se sabe el poder de acción preciso de los Estados.[3]

Varios Estados miembros de la Unión se rehusaron a acoger más beneficiarios de la protección de los que se les impuso en un principio en pos de aliviar a los países más afectados por la afluencia de refugiados. A esto hay que añadirle la distinción que la Unión Europea ejerce entre las distintas nacionalidades, tratando de manera diferente a los refugiados dependiendo de su país de origen.